# Orobanche camptolepis
Orobanche camptolepis är en snyltrotsväxtart som beskrevs av Pierre Edmond Boissier och Reuter. Orobanche camptolepis ingår i släktet snyltrötter, och familjen snyltrotsväxter. Inga underarter finns listade i Catalogue of Life.